# Auriga (costellazione)
L'Auriga (il Cocchiere, dal latino) è una costellazione settentrionale. È una delle 48 costellazioni elencate da Tolomeo, ed è anche una delle 88 costellazioni moderne. La sua stella più brillante è Capella (α Aurigae), associata alla mitologica Amaltea; le tre stelle adiacenti (ε, ζ e η Aurigae) sono invece chiamate «i capretti».
Luminosa e appariscente, l'Auriga è un punto di riferimento imprescindibile per l'identificazione di un buon numero di stelle e costellazioni nei cieli autunnali e invernali.

## Caratteristiche

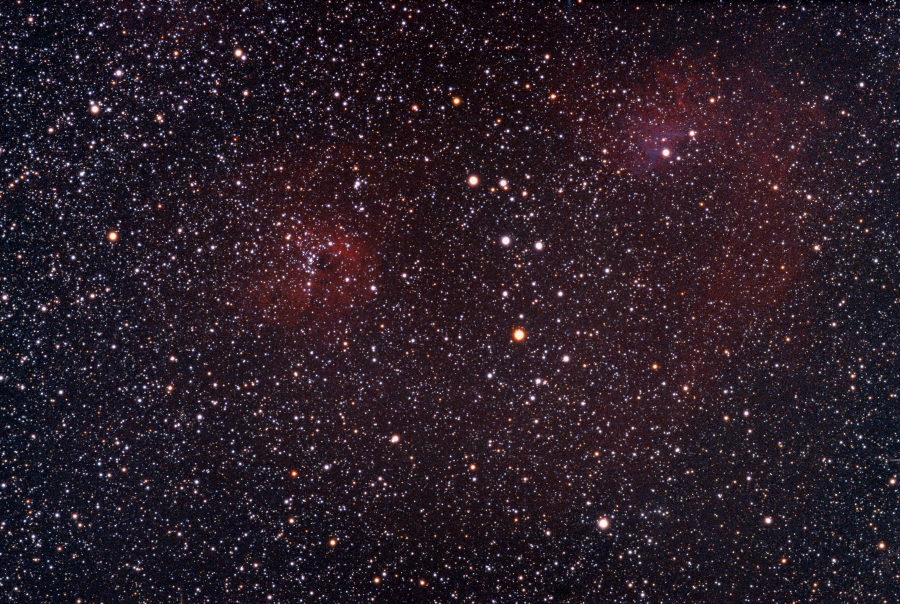
Le due nebulose IC 405 e IC 410, al centro di un ricco campo stellare galattico.

La costellazione dell'Auriga è caratteristica dei mesi dell'inverno boreale; è facile da individuare, grazie alla sua forma a pentagono, con l'angolo nord-occidentale formato dalla brillante stella Capella, la sesta stella più brillante del cielo, di colore giallo molto ben evidente; il resto della figura è delineata da stelle di seconda magnitudine, a cui se ne aggiungono diverse di terza e quarta sparse per la costellazione. In senso orario il pentagono è costituito dalle stelle ι Aurigae, γ Aurigae (denominazione caduta in disuso in favore di β Tauri, dato che si trova al confine col Toro e di cui costituisce il corno settentrionale), θ Aurigae e β Aurigae.
La parte centrale dell'Auriga è inoltre attraversata da un ricco tratto del piano della Via Lattea e abbonda di stelle deboli di fondo, ben visibili a occhio nudo nelle notti più limpide; si trovano inoltre diversi oggetti celesti appartenenti alla nostra Galassia, come brillanti ammassi di stelle e nebulosità diffuse.
La parte più settentrionale si presenta quasi circumpolare alle latitudini medie boreali, mentre la parte meridionale è comunque visibile a lungo. Dall'emisfero australe, al contrario, la parte settentrionale si presenta invisibile alle medie latitudini temperate, mentre il resto appare comunque molto basso; dalla fascia tropicale australe la visibilità è nettamente migliore. Il periodo più propizio per la sua osservazione ricade nei mesi dell'inverno boreale, a partire da novembre fino ad aprile-maggio; Capella in particolare si trova nella parte settentrionale della costellazione e dalla fascia media temperata boreale è già visibile nel cielo della sera fin dalle notti di agosto, mentre resta visibile al tramonto anche nelle sere di inizio giugno.
Sfruttando gli allineamenti dati dalle stelle dell'Auriga è possibile individuare altre stelle e costellazioni. Un allineamento ben noto ad esempio è dato dalle stelle θ e β Aurigae, che prolungato di circa sei volte permette di raggiungere la Stella polare; un altro allineamento, dato da Capella e θ Aurigae punta verso i Gemelli, mentre l'allineamento Capella-ι Aurigae punta verso Aldebaran (α Tauri).

### Stelle principali

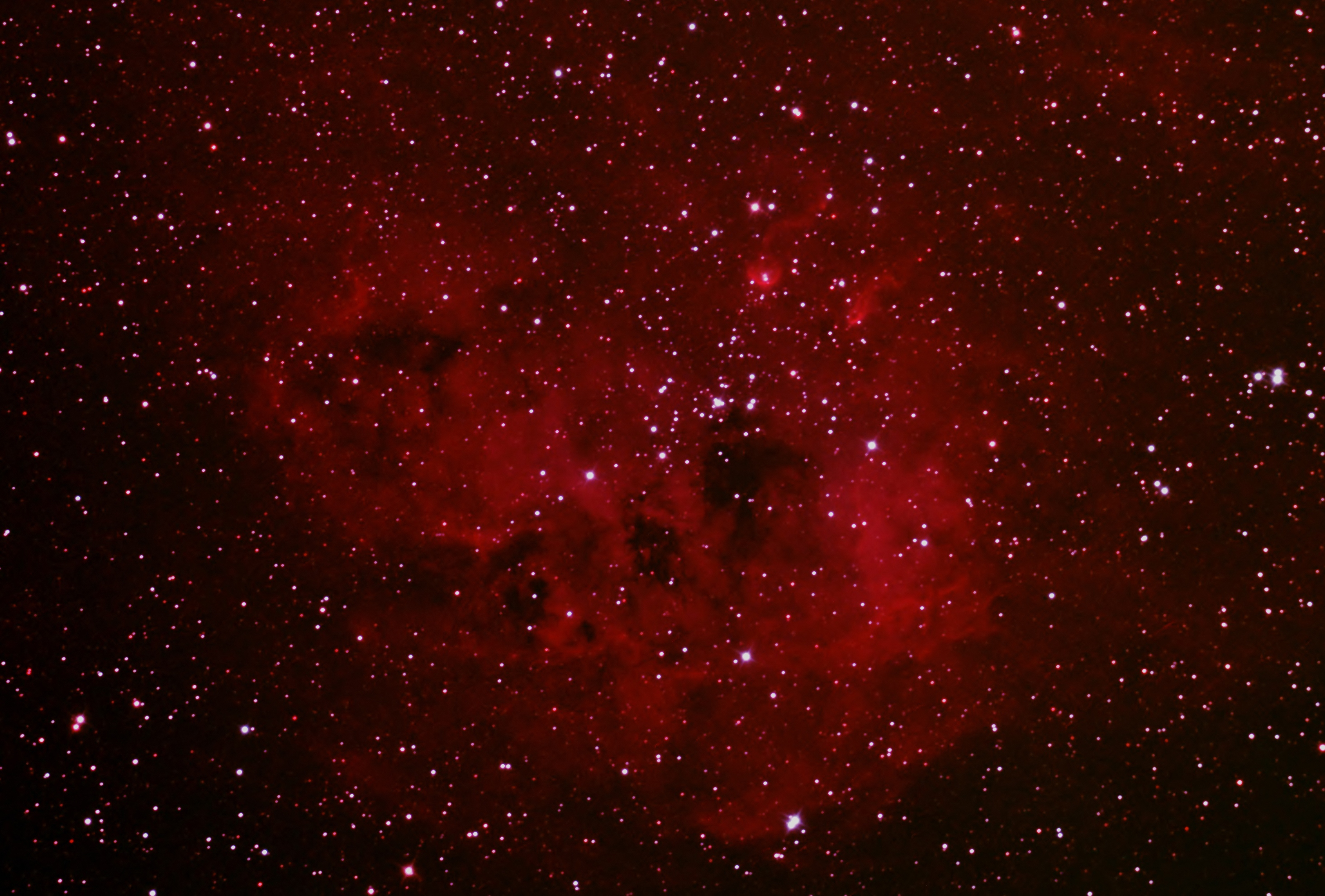
La nebulosa IC 410 con l'ammasso stellare aperto NGC 1893 ripresa con un telescopio RC da 8" e camera CCD.

- Capella (α Aurigae) è la stella più luminosa della costellazione; si tratta di un sistema multiplo costituito da ben quattro stelle: le più brillanti hanno magnitudine 0,71 e 0,96, che sommate assieme danno una magnitudine complessiva pari a 0,08, ossia appena meno luminosa di Vega. Il sistema dista da noi 42,2 anni luce.
- β Aurigae (Menkalinan) è una stella bianca di magnitudine 1,90; si tratta di una binaria ad eclisse, distante 82 anni luce.
- θ Aurigae (Mahasim) è una stella bianca di magnitudine 2,65, distante 193 anni luce.
- ι Aurigae (Hassaleh) è una gigante arancione di magnitudine 2,69; dista da noi 512 anni luce.
- ε Aurigae (Almaaz) è une delle binarie più strane conosciute, con un periodo orbitale di 27 anni.

La stella γ Aurigae (Elnath) si trova in comune tra le costellazioni dell'Auriga e del Toro; poiché senza questa stella il Toro sarebbe privo di un corno, in genere ci si riferisce a Elnath con la sigla β Tauri.
ζ Aurigae è una stella doppia con un periodo di 970 giorni, la primaria è una supergigante di tipo K, mentre la secondaria è una stella di sequenza principale di tipo B.

### Stelle doppie
L'Auriga contiene una gran numero di stelle doppie, molte delle quali sono piuttosto facili da osservare anche con piccoli strumenti.
- Una delle più facili è la coppia formata dalle stelle HD 37646 e HD 37647, nota anche con la sigla di stella doppia ADS 4262: si tratta di due astri dal colore biancastro entrambe di settima magnitudine, separate da 26".
- La HD 35295 fa parte di un altro sistema binario facile da risolvere: le due componenti presentano una disparità di magnitudine, essendo la primaria di sesta e la secondaria di ottava, e la loro separazione si aggira sul mezzo primo d'arco.
- Una coppia larga è la ν Aurigae, in cui però è presente una forte disparità di magnitudine fra la primaria, di quarta grandezza, e la secondaria, di undicesima.
- La 14 Aurigae è composta da una stella di quinta magnitudine e da una compagna di ottava, entrambe bianche.
- Una coppia dalle componenti simili è quella nota come 41 Aurigae (A e B), sebbene la separazione dei due astri sia di meno di 8".

| Principali stelle doppie |                                          |                                          |             |             |                                 |        |
| Nome                     | Coordinate equatoriali all'epoca J2000.0 | Coordinate equatoriali all'epoca J2000.0 | Magnitudine | Magnitudine | Separazione (in secondi d'arco) | Colore |
| Nome                     | AR                                       | Dec                                      | A           | B           | Separazione (in secondi d'arco) | Colore |
| ω Aurigae                | 04h 59m 15s                              | +37° 53′ 26″                             | 5,00        | 7,8         | 5,1                             | b + b  |
| 14 Aurigae               | 05h 15m 25s                              | +32° 41′ 15″                             | 5,1         | 8,0         | 14,3                            | b + b  |
| HD 35295                 | 05h 25m 13s                              | +34° 51′ 18″                             | 6,7         | 8,5         | 31,2                            | ar + g |
| 26 Aurigae               | 05h 38m 38s                              | +30° 29′ 33″                             | 5,40        | 8,6         | 12,0                            | b + g  |
| HD 37646/47              | 05h 41m 21s                              | +29° 29′ 30″                             | 7,03        | 7,4         | 26,1                            | b + b  |
| ν Aurigae                | 05h 51m 29s                              | +39° 08′ 55″                             | 3,97        | 11          | 54,6                            | ar + b |
| θ Aurigae                | 05h 59m 43s                              | +37° 12′ 46″                             | 2,65        | 7,15        | 3,5                             | b + g  |
| 41 Aurigae               | 06h 11m 37s                              | +48° 42′ 40″                             | 6,09        | 6,82        | 7,7                             | b + b  |
| HD 43017                 | 06h 15m 39s                              | +36° 08′ 55″                             | 6,92        | 7,5         | 11,3                            | g + g  |
| HD 46048                 | 06h 33m 58s                              | +52° 27′ 41″                             | 7,2         | 8,2         | 4,8                             | b + b  |

### Stelle variabili

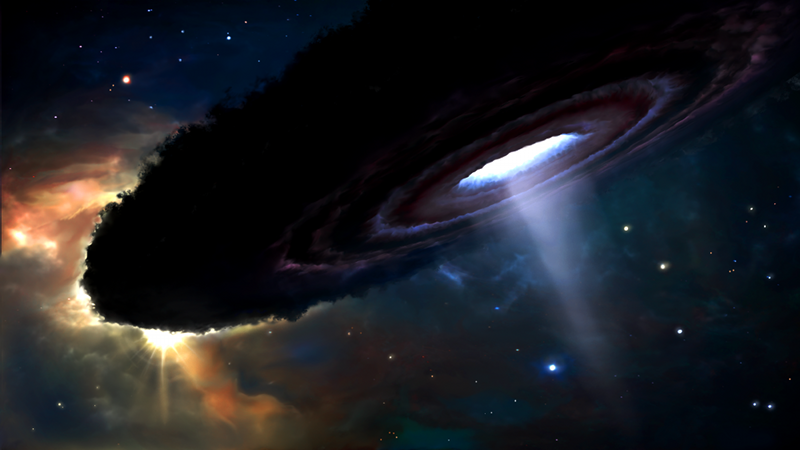
Rappresentazione artistica del sistema stellare Epsilon Aurigae

La costellazione ospita un gran numero di stelle variabili alla portata di piccoli strumenti amatoriali; le variazioni di alcune di esse sono percepibili anche ad occhio nudo.
La più brillante è la ε Aurigae, visibile nei pressi di Capella; le sue oscillazioni avvengono in un lasso di tempo lunghissimo, dell'ordine di 27 anni (che comprende un'eclissi lunga 18 mesi), essendo una variabile a eclisse di lungo periodo, ma le sue oscillazioni, a distanza di anni, sono ben percepibili grazie anche alla presenza di diverse stelle luminose nelle vicinanze con cui operare un paragone. L'ampiezza è di circa una magnitudine. La stella visibile è una supergigante gialla, una delle stelle più luminose conosciute della Via Lattea, avendo magnitudine assoluta pari a -5,95, mentre la compagna è invisibile; la lunghezza dell'eclissi esclude tutti i tipi di stella conosciuti, e si suppone che sia una stella normale nascosta in un'estesa nuvola di polvere.
AE Aurigae è invece una variabile irregolare, che oscilla fra la quinta e la sesta magnitudine; è ben conosciuta poiché, assieme alla μ Columbae, faceva in origine parte di un ammasso di stelle originatosi nella regione della Nebulosa di Orione, assieme a θ Orionis, da cui a causa delle spinte gravitazionali ne sarebbero sfuggite. Questo tipo di stelle ad alta velocità sono chiamate stelle fuggitive o runaway.
Fra le altre irregolari spicca la ψ1 Aurigae, che oscilla di una magnitudine fra la quarta e la quinta, dunque con escursioni apprezzabili anche ad occhio nudo.
Fra le numerose altre variabili a eclisse, spicca per luminosità la ζ Aurigae, che oscilla di due decimi di magnitudine in un periodo di oltre due anni e mezzo. Anche la β Aurigae ha delle oscillazioni, ma sono molto meno accentuate e dunque difficilmente osservabili; il periodo è però di soli quattro giorni. La WW Aurigae ha delle oscillazioni dell'ordine di quasi una magnitudine, e al massimo della luminosità la sua grandezza è pari a 5,8.
Fra le variabili Cefeidi la più luminosa è la RT Aurigae, che in fase di massimo è di magnitudine 5,0, mentre la sua oscillazione è di otto decimi di magnitudine; il suo periodo è di poco meno di quattro giorni.
| Principali stelle variabili |                                          |                                          |             |             |                  |                                   |
| Nome                        | Coordinate equatoriali all'epoca J2000.0 | Coordinate equatoriali all'epoca J2000.0 | Magnitudine | Magnitudine | Periodo (giorni) | Tipo                              |
| Nome                        | AR                                       | Dec                                      | Max.        | Min.        | Periodo (giorni) | Tipo                              |
| R Aurigae                   | 05h 17m 18s                              | +53° 35′ 10″                             | 6,7         | 13,9        | 457,51           | Mireide                           |
| U Aurigae                   | 05h 42m 09s                              | +36° 43′ 22″                             | 7,5         | 15,5        | 408,09           | Mireide                           |
| RT Aurigae                  | 06h 28m 34s                              | +30° 29′ 35″                             | 5,00        | 5,82        | 3,7281           | Cefeide                           |
| RX Aurigae                  | 05h 01m 23s                              | +39° 57′ 37″                             | 7,28        | 8,02        | 11,624           | Cefeide                           |
| UU Aurigae                  | 06h 36m 33s                              | +38° 26′ 44″                             | 5,4         | 8,20        | 235:             | Semiregolare (Stella al carbonio) |
| UV Aurigae                  | 05h 21m 49s                              | +32° 30′ 43″                             | 7,4         | 10,6        | 394,42           | Mireide                           |
| WW Aurigae                  | 06h 32m 27s                              | +32° 27′ 18″                             | 5,79        | 6,54        | 2,5250           | Eclisse                           |
| AB Aurigae                  | 04h 55m 46s                              | +30° 33′ 04″                             | 7,20        | 8,40        | -                | Orione                            |
| AE Aurigae                  | 05h 16m 18s                              | +34° 18′ 44″                             | 5,78        | 6,08        | -                | Irregolare                        |
| AR Aurigae                  | 05h 18m 19s                              | +33° 46′ 02″                             | 6,15        | 6,82        | 4,1347           | Eclisse                           |
| CO Aurigae                  | 06h 00m 29s                              | +35° 18′ 44″                             | 7,46        | 8,08        | 1,7841           | Pulsante                          |
| EO Aurigae                  | 05h 18m 21s                              | +36° 37′ 55″                             | 7,56        | 8,13        | 4,0656           | Eclisse                           |
| LY Aurigae                  | 05h 29m 43s                              | +35° 22′ 30″                             | 6,66        | 7,35        | 4,0025           | Eclisse a contatto                |
| NO Aurigae                  | 05h 40m 42s                              | +31° 55′ 14″                             | 6,10        | 6,30        | -                | Irregolare                        |
| NY Aurigae                  | 06h 59m 20s                              | +42° 18′ 53″                             | 6,60        | 6,77        | 5,4379           | Pulsante                          |
| OX Aurigae                  | 06h 53m 01s                              | +38° 52′ 09″                             | 5,94        | 6,14        | 0,1544           | Pulsante                          |
| β Aurigae                   | 05h 59m 32s                              | +44° 56′ 51″                             | 1,89        | 1,98        | 3,9600           | Eclisse                           |
| ε Aurigae                   | 05h 01m 58s                              | +43° 49′ 24″                             | 2,92        | 3,83        | 9892             | Eclisse                           |
| ζ Aurigae                   | 05h 02m 29s                              | +41° 04′ 33″                             | 3,70        | 3,97        | 972,16           | Eclisse                           |
| π Aurigae                   | 05h 59m 56s                              | +45° 56′ 12″                             | 4,24        | 4,34        | -                | Irregolare                        |
| ψ1 Aurigae                  | 06h 24m 54s                              | +49° 17′ 16″                             | 4,75        | 5,70        | -                | Irregolare                        |

## Oggetti non stellari

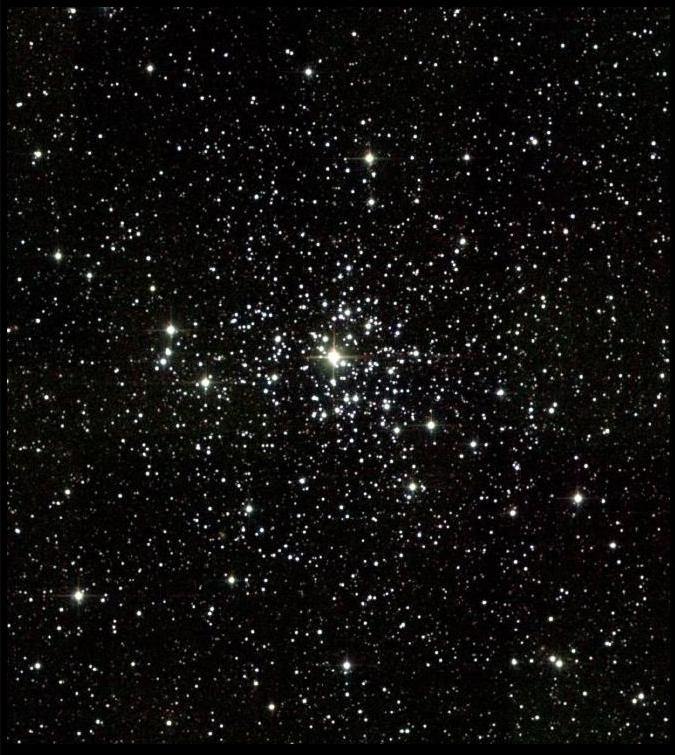
L'ammasso aperto M37.

La costellazione è attraversata dalla Via Lattea, nel suo tratto opposto al centro galattico; questo tratto, a parte la sezione più settentrionale, fortemente oscurata, appare comunque ben visibile e scarsamente mascherato da polveri interstellari, cosicché risultano visibili diversi oggetti celesti. Alcuni di questi sono piuttosto luminosi e di facile osservazione.
Fra gli ammassi aperti, tre furono osservati e descritti dal Messier: si tratta di M36, M37 ed M38, tutti facili da individuare e da osservare. M37 è il più denso e si trova sul bordo della Via Lattea, sebbene la sua risoluzione in stelle sia molto difficile con strumenti di piccolo diametro; M36 al contrario contiene stelle molto più brillanti ed è fra i più facili da risolvere, pur essendo il più piccolo fra i tre. M38 si trova sul bordo di un ricco campo stellare ed è anch'esso di facile risoluzione. Sia M36 che M38 si trovano all'interno della figura del pentagono dell'Auriga a breve distanza l'uno dall'altro, sulla scia luminosa della Via Lattea. Nella parte centrale della costellazione sono presenti anche altri ammassi, meno brillanti, ma individuabili con piccoli strumenti amatoriali, la gran parte dei quali appare immersa in ricchi campi stellari; quasi tutti questi ammassi fanno parte del Braccio di Perseo, il braccio di spirale galattico immediatamente più esterno rispetto al nostro braccio minore. Più esternamente rispetto al piano della Via Lattea e in posizione periferica rispetto ai confini dell'Auriga si trova invece NGC 2281, un ammasso relativamente brillante composto da alcune stelle di decima magnitudine.
Quasi tutte le regioni di formazione stellare dell'Auriga si concentrano nella parte centro-meridionale della costellazione, dove sono presenti anche i campi stellari più ricchi. Nelle foto a lunga posa è possibile qui osservare la bella nebulosa diffusa IC 405, circondante la stella doppia e variabile AE Aurigae; altre nebulose sono osservabili nei dintorni, come IC 410. La parte sudoccidentale della costellazione appare invece oscurata fortemente dal grande banco di polveri facente parte della Nube del Toro, uno dei complessi nebulosi oscuri più prossimi al sistema solare, in cui ha luogo la formazione stellare.
Nella costellazione non sono presenti galassie particolarmente luminose o comunque alla portata di piccoli strumenti.
| Principali oggetti non stellari |                                          |                                          |                           |             |                                        |              |
| Nome                            | Coordinate equatoriali all'epoca J2000.0 | Coordinate equatoriali all'epoca J2000.0 | Tipo                      | Magnitudine | Dimensioni apparenti (in primi d'arco) | Nome proprio |
| Nome                            | AR                                       | Dec                                      | Tipo                      | Magnitudine | Dimensioni apparenti (in primi d'arco) | Nome proprio |
| NGC 1664                        | 04h 51m 06s                              | 43° 40′ :                                | Ammasso aperto            | 7,6         | 18                                     |              |
| IC 405                          | 05h 16m 12s                              | +34° 16′ :                               | Nebulosa diffusa          | 10          | 50 x 30                                |              |
| IC 410                          | 05h 16m 05s                              | +34° 28′ :                               | Nebulosa + Ammasso aperto | 6:          | 37 x 10                                |              |
| M38                             | 05h 28m 42s                              | +35° 51′ 18″                             | Ammasso aperto            | 7,4         | 21                                     |              |
| M36                             | 05h 36m 12s                              | +34° 08′ :                               | Ammasso aperto            | 6,3         | 12                                     |              |
| M37                             | 05h 52m 18s                              | +32° 33′ :                               | Ammasso aperto            | 5,6         | 23                                     |              |
| IC 2149                         | 05h 56m 24s                              | +46° 06′ 17″                             | nebulosa planetaria       | 10,7        | 25 x 10                                |              |
| NGC 2281                        | 06h 48m 18s                              | +41° 05′ :                               | Ammasso aperto            | 5,4         | 14                                     |              |

## Sistemi extrasolari
I sistemi planetari extrasolari scoperti nella costellazione dell'Auriga sono tutti appartenenti a delle nane gialle, ossia stelle simili al Sole. HD 40979 è nota per possedere un pianeta extrasolare di tipo gioviano con una massa pari a quasi quattro volte la massa di Giove; HD 49674 ha invece un pianeta gioviano caldo ossia un gigante gassoso con un'orbita molto vicina a quella della sua stella madre. Altre stelle hanno allo stesso modo dei pianeti gassosi che orbitano attorno ad esse.
| Sistemi planetari |                                          |                                          |             |                |                              |
| Nome del sistema  | Coordinate equatoriali all'epoca J2000.0 | Coordinate equatoriali all'epoca J2000.0 | Magnitudine | Tipo di stella | Numero di pianeti confermati |
| Nome del sistema  | AR                                       | Dec                                      | Magnitudine | Tipo di stella | Numero di pianeti confermati |
| HD 40979          | 06h 04m 30s                              | +44° 15′ 38″                             | 6,74        | Nana gialla    | 1 (b)                        |
| HD 43691          | 06h 19m 35s                              | +41° 05′ 32″                             | 8,03        | Nana gialla    | 1 (b)                        |
| HD 45350          | 06h 28m 46s                              | +38° 57′ 47″                             | 7,88        | Nana gialla    | 1 (b)                        |
| HD 49674          | 06h 51m 31s                              | +40° 52′ 04″                             | 8,10        | Nana gialla    | 1 (b)                        |
| HAT-P-9           | 07h 20m 40s                              | +37° 08′ 26″                             | 12,34       | Nana gialla    | 1 (b)                        |

## Mitologia

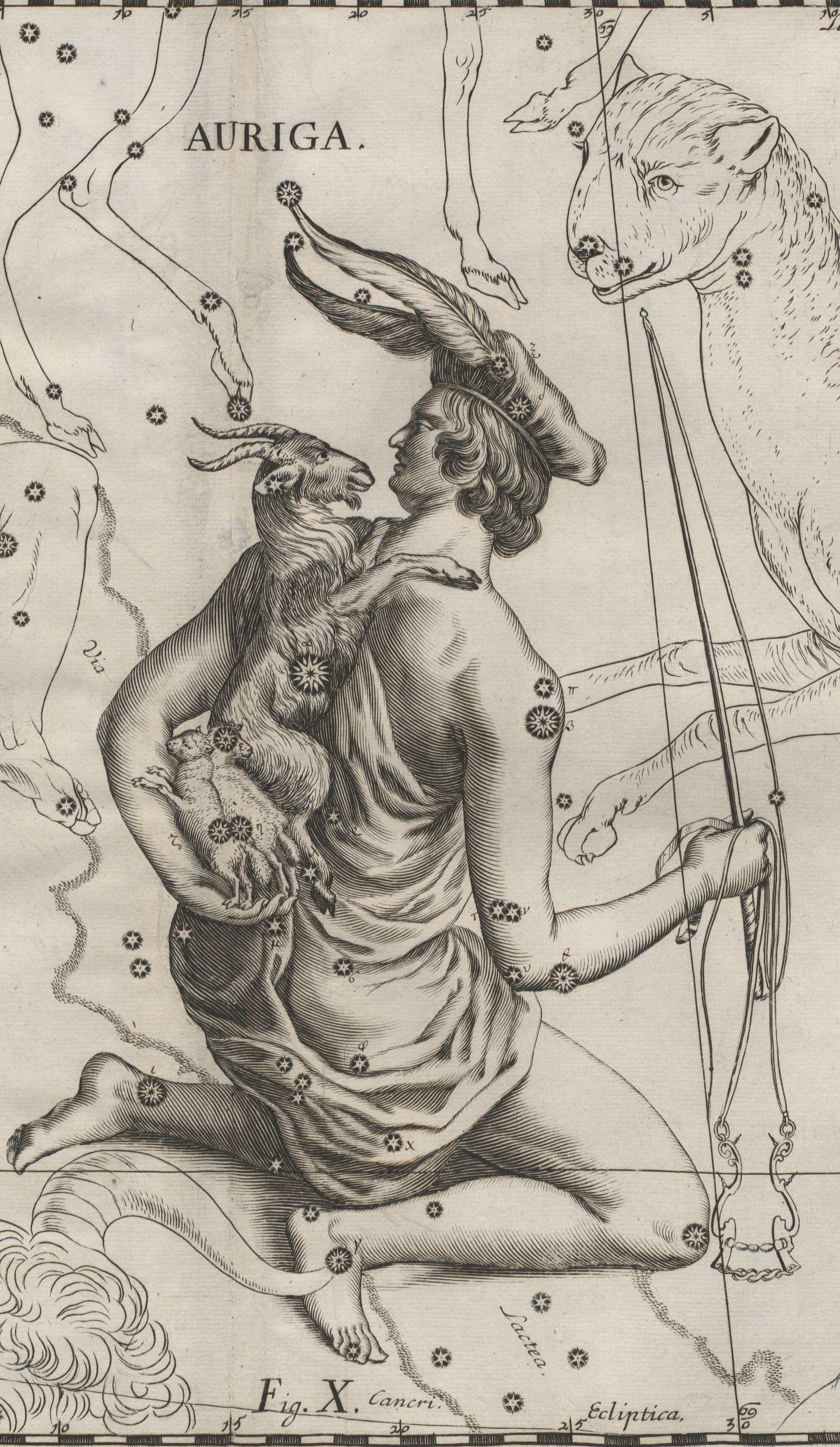
La costellazione dell'Auriga disegnata da Johannes Hevelius.

Questa notevole costellazione ha parecchie identificazioni in mitologia. L'interpretazione più comune è che si tratti di Erittonio, un leggendario re di Atene. Era figlio di Efesto, il dio del fuoco, meglio noto con il suo nome latino, Vulcano, ma fu allevato dalla dea Atena, dalla quale prese nome la città di Atene. In suo onore Erittonio istituì delle festività chiamate Panatenee.
Atena insegnò a Erittonio molte cose, compreso come addomesticare i cavalli. Egli fu il primo uomo capace di attaccare quattro cavalli a un carro, a imitazione del carro del Sole che era trainato da quattro cavalli, una mossa audace che gli guadagnò l'ammirazione di Zeus e gli assicurò un posto fra le stelle. Là, Erittonio è raffigurato con le briglie in mano, forse mentre partecipa ai giochi panatenaici che spesso vinse alla guida del suo carro.
Un'altra identificazione è quella che l'Auriga sia in realtà Mirtilo, l'auriga del Re Enomao di Elide e figlio di Ermes. Il re aveva una bella figlia, Ippodamia, che era fermamente deciso a tenere con sé. Sfidava tutti gli aspiranti alla sua mano in una gara dalla quale si poteva uscire solo vincitori o condannati a morte. Gli sfidanti dovevano allontanarsi a tutta velocità sui loro carri insieme a Ippodamia, ma se Enomao li raggiungeva prima che arrivassero a Corinto li uccideva. E poiché lui possedeva il carro più veloce di tutta la Grecia, guidato con perizia da Mirtilo, nessuno era mai sopravvissuto a quella prova.
Una dozzina di corteggiatori erano già stati decapitati quando si presentò Pelope, il bel figlio di Tantalo, a chiedere la mano di Ippodamia, la quale si innamorò di lui a prima vista e implorò Mirtilo di tradire il re per far vincere la gara a Pelope. Mirtilo, lui stesso innamorato segretamente di Ippodamia, manomise i perni che tenevano le ruote attaccate al carro di Enomao. Durante l'inseguimento di Pelope, le ruote del carro del re si staccarono ed Enomao morì.
Ippodamia si ritrovò insieme a Pelope e a Mirtilo. Pelope, senza perdersi in cerimonie, risolse la situazione imbarazzante buttando in mare Mirtilo, che, mentre annegava, maledisse la casa del rivale. Ermete pose l'immagine di suo figlio Mirtilo nel cielo sotto forma di costellazione dell'Auriga. Un sostenitore di questa identificazione è Germanico Cesare che dice, «si può notare che non ha carro, le redini sono rotte, ed è addolorato dal fatto che Ippodamia gli sia stata portata via con l'inganno da Pelope».
Una terza ipotesi è quella che l'Auriga sia il figlio di Teseo, Ippolito, di cui s'innamorò la matrigna Fedra. Quando Ippolito la respinse, per la disperazione lei s'impiccò. Teseo bandì Ippolito da Atene. Mentre se ne andava il suo carro andò distrutto, uccidendolo. Asclepio il guaritore riportò in vita l'innocente Ippolito, impresa che gli costò la vita perché Zeus lo colpì con una folgore su richiesta di Ade, che non gradiva vedersi sottrarre un'anima.
L'Auriga contiene la sesta stella del cielo in ordine di grandezza, Capella, termine latino che significa capra (il nome greco era Aix). Tolomeo la descrive sulla spalla destra dell'auriga. Secondo Arato di Soli Capella rappresentava la capra Amaltea, che nutrì Zeus quando neonato fu lasciato sull'isola di Creta e che fu posta in cielo in segno di gratitudine, insieme ai due capretti che partorì mentre allattava Zeus. I capretti, solitamente conosciuti con il loro nome latino di Haedi (Eriphi in greco), sono rappresentati dalle vicine stelle Eta e Zeta dell'Auriga.
Una storia alternativa è quella che Amaltea fosse la ninfa che possedeva la capra. Eratostene dice che la capra era così brutta da atterrire i Titani che governavano sulla Terra a quel tempo. Quando Zeus crebbe e li sfidò per ottenere la supremazia sull'Universo, si fece un mantello con la pelle della pecora, la cui parte pelosa assomigliava alla testa della Gorgone. Questa pelle di pecora dall'aspetto terribile fu la cosiddetta aegis (egida) di Zeus (la parola aegis non significa altro che pelle di capra). L'egida protesse Zeus e spaventò i suoi nemici, un vantaggio di non poco peso nella sua lotta contro i Titani.
Alcuni scrittori più antichi citarono la Capra e i Capretti come costellazioni separate, ma dal tempo di Tolomeo in poi sono stati stranamente associati all'Auriga, con la capra che sta appoggiata alla spalla dell'auriga e i capretti sul suo polso. Non esiste una leggenda che spieghi come mai il cocchiere sia circondato da tante bestie.
C'è una stella che gli astronomi greci considerarono parte sia dell'Auriga che del Toro e che rappresentava il piede destro dell'auriga e la punta del corno sinistro del toro, come si vede nelle vecchie carte celesti. Gli astronomi moderni assegnano questa stella solo al Toro.